# Creugas gulosus
Espèce
Synonymes
- Liocranum pallipes L. Koch, 1873
- Creugas senegalensis Simon, 1886
- Phanoptilus sericeus Thorell, 1887
- Hypsinotus gracilipes Keyserling, 1887
- Creugas cetratus Simon, 1889
- Pranopis punctata Thorell, 1891
- Medmassa pusilla Simon, 1896
- Corinna consobrina Simon, 1897
- Corinna nervosa F. O. Pickard-Cambridge, 1899
- Corinna praestans O. Pickard-Cambridge, 1911
- Corinna tahitica Strand, 1913
- Corinna wolleboeki Banks, 1930
- Corinna abnormis Petrunkevitch, 1930
- Corinna sumatrana Roewer, 1938
- Corinna antillana Bryant, 1942
- Corinna inornata Kraus, 1955

Creugas gulosus est une espèce d'araignées aranéomorphes de la famille des Corinnidae.

## Distribution
Cette espèce est originaire d'Amérique du Sud.
Elle a été introduite aux Caraïbes, en Afrique, sur l'île de l'Ascension, en Birmanie, au Japon, en Australie et dans des îles du Pacifique.

## Description
Le juvénile holotype mesure 7,25 mm.
Le mâle décrit par Bonaldo en 2000 mesure 7,7 mm et la femelle 9,0 mm, les mâles mesurent de 5,4 à 8,5 mm et les femelles de 6,7 à 9,3 mm.

## Systématique et taxinomie
Cette espèce a été décrite par Thorell en 1878. Elle est placée dans le genre Corinna par Simon en 1898 puis dans le genre Creugas par Bonaldo en 2000.
Phanoptilus sericeus et Pranopis punctata ont été placées en synonymie par Thorell en 1897.
Corinna tahitica a été placée en synonymie par Berland en 1924.
Corinna abnormis, Corinna antillana, Creugas cetratus, Corinna consobrina, Hypsinotus gracilipes, Corinna inornata Corinna nervosa, Creugas senegalensis et Corinna wolleboeki ont été placées en synonymie par Bonaldo en 2000.
Corinna sumatrana a été placée en synonymie par Deeleman-Reinhold en 2001.
Corinna praestans a été placée en synonymie par Bosselaers, Urones, Barrientos et Alberdi en 2009.
Liocranum pallipes et Medmassa pusilla ont été placées en synonymie par Raven en 2015.

## Publication originale
- Thorell, 1878 : « Studi sui ragni Malesi e Papuani. II. Ragni di Amboina raccolti Prof. O. Beccari. » Annali del Museo Civico di Storia Naturale di Genova, vol. 13, p. 1-317 (texte intégral).